# Horní Poříčí (kraj południowomorawski)
Horní Poříčí – miejscowość i gmina (obec) w Czechach, w kraju południowomorawskim, w powiecie Blansko. W 2022 roku liczyła 261 mieszkańców.